# الكعبة المشرفة (مسلسل)
الكعبة المشرفة مسلسل ديني قديم يحكي تاريخ الكعبة منذ عهد آدم عليه السلام، ثم انهيارها مع الطوفان في زمن نوح عليه السلام ،ثم رفع القواعد بواسطة النبي إبراهيم وابنه إسماعيل عليهما السلام، ثم ما مر بها من مراحل حتى زمن قصي بن كلاب الجد الرابع للنبي صلي الله عليه و سلم ومحاولة أبرهة لهدمها ثم أحداث السيرة النبوية ثم هدمها وإعادة بنائها في زمن عبد الله بن الزبير وعبد الملك بن مروان ، ثم قيام القرامطة بانتزاع الحجر الأسود والاعتداء علي الحجيج داخل الحرم ثم عودة الحجر الأسود إلي مكانه، ثم هُدِمَت بفعل الأمطار والسيول في العهد العثماني وما تلاه من إعادة بنائها ومحاولة الاعتداء علي الحجر الأسود في العصر الحديث علي يد الشاب الأفغاني شهاب انتهاء بتوسيع الحرم في خمسينيات القرن الماضي، وتنتهي الأحداث بتوبة حبب ابنة إبليس ومشهد الحجاج والمعتمرين حول الكعبة في إشارة إلى حفظ الله لها حتى آخر الزمان.
وفيه يتم سرد قصة الكعبة عن طريق إبليس من خلال حقده وعدائه لبيت الله الحرام وكعبته، ومحاولاته صد الناس عنه إلا أن كل محاولاته تذهب أدراج الرياح وتظل الكعبة شامخة على مر العصور وقبلة للمسلمين حتى يوم القيامة.

## الممثلون
| - شكري سرحان:عبد المطلب بن هاشم - يوسف شعبان:أبو الحكم وعكرمة بن أبي جهل - محسنة توفيق:لِظى - مجدي وهبة:الوليد بن المغيرة وخالد بن الوليد - تيسير فهمي:حَبب - سناء مظهر:هند - أنور إسماعيل:مروان بن الحكم وعبد الملك بن مروان - فاروق نجيب:أبو ثمامة - حسن حسني:أبو لهب - مدحت مرسي:أبو طالب بن عبد المطلب - جمال إسماعيل: أبو طاهر - شاكر عبد اللطيف: صفوان بن أمية بن خلف وابن صفوان - عبد الغفار عودة: أبو سفيان بن حرب - أحمد ماهر:مضاض | - حسن حامد: السميدع - عزيزة راشد: فاطمه - عادل المهيلمي: سهل - حمزة الشيمي: أبرهة الحبشي - فؤاد أحمد: النجدى - رأفت فهيم: شهاب - ميرفت سعيد: بركة - حاتم ذو الفقار: عمرو بن العاص وعبد الله بن عمرو بن العاص - عبد العزيز غنيم: النضر بن الحارث - نشأت أباظة:أمية - أحمد شوقي: عمرو - شوقي بركة: سعد - مختار أمين:ميسره - عزت المشد:باخوم | - محمود فرج: النجاشي - سمير وحيد: الغلام - محمد عناني: بلال بن رباح - احمد الناغي: الحجاج بن يوسف الثقفي - فاتن أنور: أسماء بنت أبي بكر - رضا الجمال:عبد الله بن الزبير - راجية محسن: سمراء - قاسم شحاتة: حرب - سامي سرحان: عبد الكعبة - عبد العزيز مخيون: كيمون - محمد شعلان:أبو حذيفه - محمد حمدي:عبد الله - جميل راتب: إبليس |

بالاشتراك مع
| - محمود العراقي: عبد مناف بن قصي - ألفت سكر:رفقة - فريدة مرسي - ماهر لبيب - فايق عزب - محمد ولاء الدين - عبد الله إسماعيل - خالد الذهبي - أنور عبد العزيز | - مصطفى الكواوي - سيد الصاوي - جليلة محمود - ممدوح زايد - عبد الحميد أنيس - أحمد حسين - إسماعيل محمود - إيمان حمدي - هيام هلال | - علي عزب - محمد عبد المجيد - سيد أبو السعود - السيد زيد - سيد القاضي - رشدي عسكر - عبد المنعم قناوي - نبيل منصور - عز الدين فهمي | - ليلى نصر - إبراهيم الدالي - أمل إبراهيم - عادل برهام - نادر نور الدين - نور رجب - علي قاعود - عبد الهادي أنور - محمد الجدي | - محمد جبريل - رياض الخولي - محمد الشرقاوي - عبد النبي الكبش - محمد منصور - احمد ربيع - سمير التميمى - محمد إسماعيل | - رأفت راجي - عادل زهدي - عبد السلام الدهشان - حلمي هلالي - جلال رجب - جمال عبد الحميد - سلوى محمد علي - محمد عبد الحليم | - هلال فهمي - محمود علوان - أحمد السعدني - أحمد كمالي - فؤاد عطية - سحر رامي - أمان محيى الدين - عثمان عبد المنعم | - نصر زينهم - محمد أبو العينين - فتحية طنطاوي - رشوان سعيد - سوسن ربيع - عبد الرزاق محمد - صالح عبيدو - فخرية خميس | - ماهر ديركي - أحمد بهلول - أحمد حافظ - عادل برهام - عبد الرحمن حامد - عزت البرشومي - هاني عبد العظيم - جمال المليجي |

الأطفال
- نبيلة حسن:طفلة
- أيمن سمك:طفل
- محمود عبد الرازق:طفل
- نيفين شوقي:طفلة